# Grönskärs naturreservat
Grönskärs naturreservat är ett naturreservat i Värmdö kommun i Stockholms län.
Området är naturskyddat sedan 1965 och är 1,6 hektar stort. Reservatet omfattar fyren, fyrvaktarbostaden samt den lilla hamnviken på ön Grönskärs nordöstra udden.